# Patricia Espinosa Cantellano

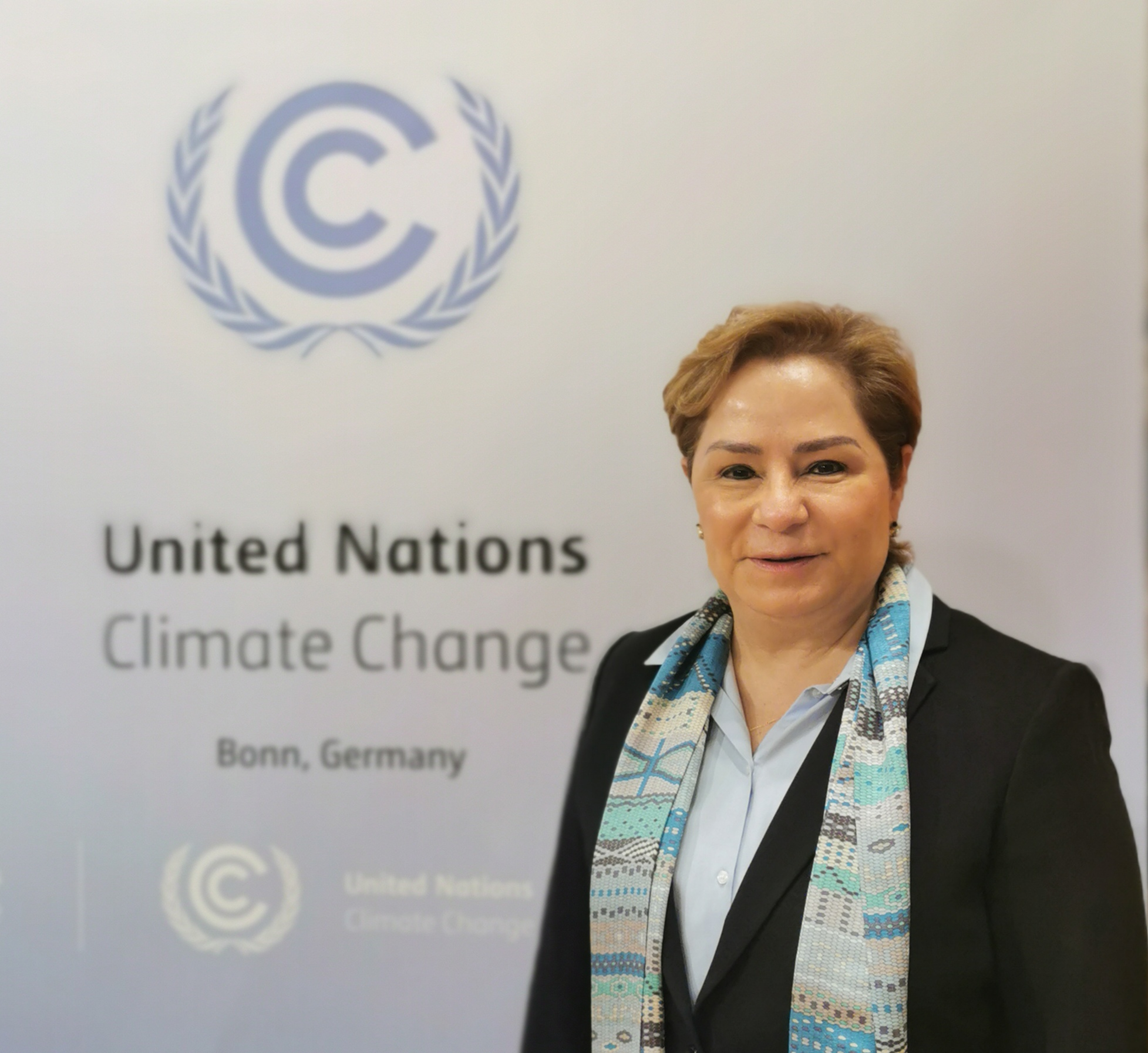
Patricia Espinosa Cantellano (2021)

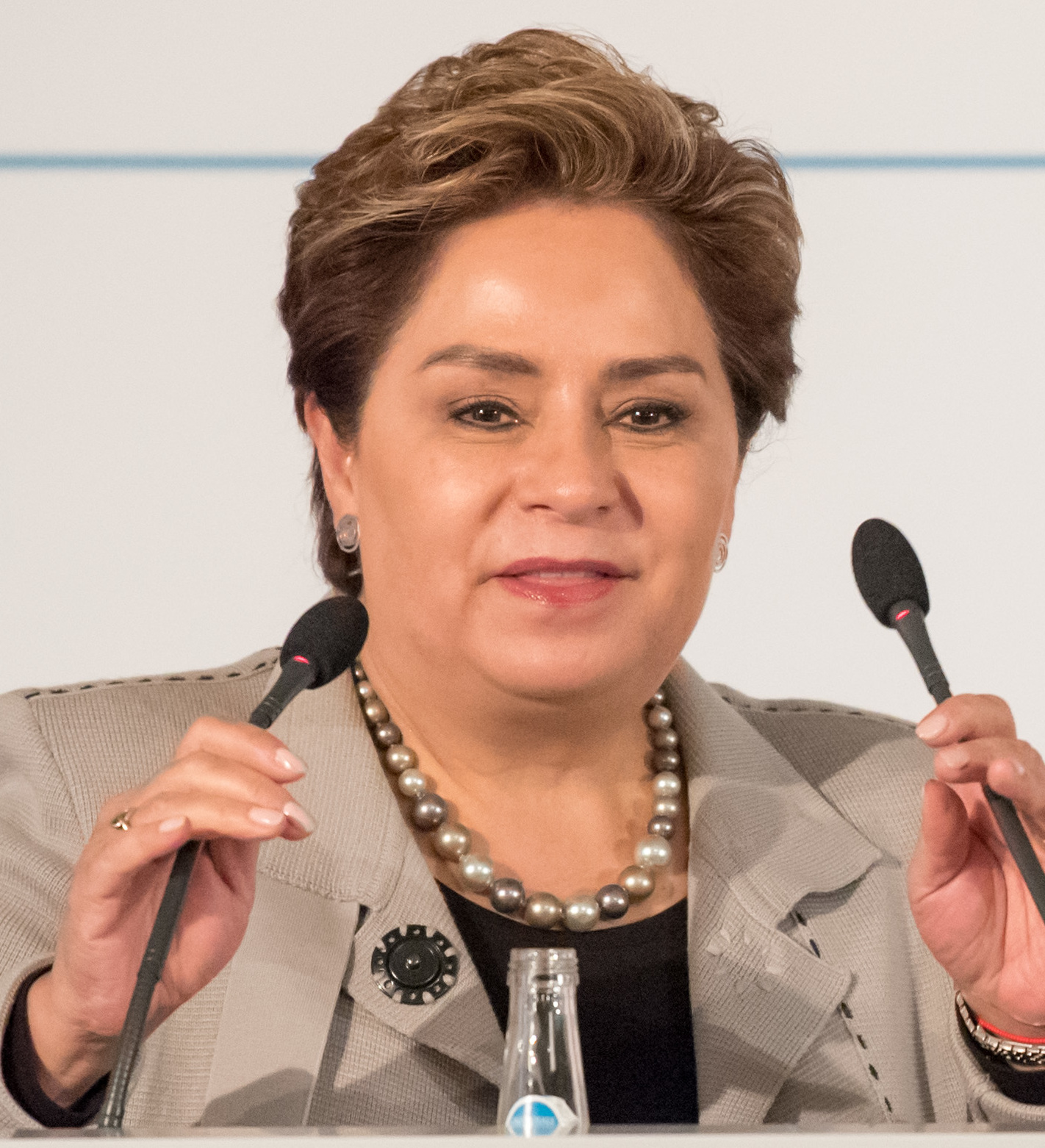
Cantellano während der 54. MSC 2018

Patricia Espinosa Cantellano (* 21. Oktober 1958 in Mexiko-Stadt) ist eine mexikanische Diplomatin und Politikerin. Sie war unter anderem Botschafterin Mexikos in Deutschland (2001–2002 und 2013–2016) und mexikanische Außenministerin (2006–2012). Von Mai 2016 bis Juli 2022 war sie Leiterin des Sekretariats der Klimarahmenkonvention der Vereinten Nationen in Bonn.

## Biografie
Espinosa Cantellano absolvierte ihre Schulausbildung an der Deutschen Schule „Alexander von Humboldt“ in Mexiko-Stadt und im Rahmen der Oberstufe auch einen einjährigen Auslandsaufenthalt in Ahrensburg, Schleswig-Holstein. Anschließend studierte sie zunächst Internationale Beziehungen am El Colegio de México, das sie mit einem Bachelor of Arts (B.A.) in International Relations beendete.
Am 16. September 1981 trat sie in den Diplomatischen Dienst ein und war von 1982 bis 1982 Referentin für Wirtschaftsfragen an der Ständigen Vertretung bei den Vereinten Nationen in Genf. In dieser Zeit absolvierte sie ein Postgraduiertenstudium am Genfer Hochschulinstitut für internationale Studien, welches sie mit einem Master of Arts (M.A.) in Internationalem Recht abschloss. Nach ihrer Rückkehr nach Mexiko wurde sie zunächst Koordinatorin der Berater des Unterstaatssekretärs für Auswärtige Angelegenheiten und danach zwischen 1991 und 1993 Direktorin der Abteilung für Internationale Organisationen.

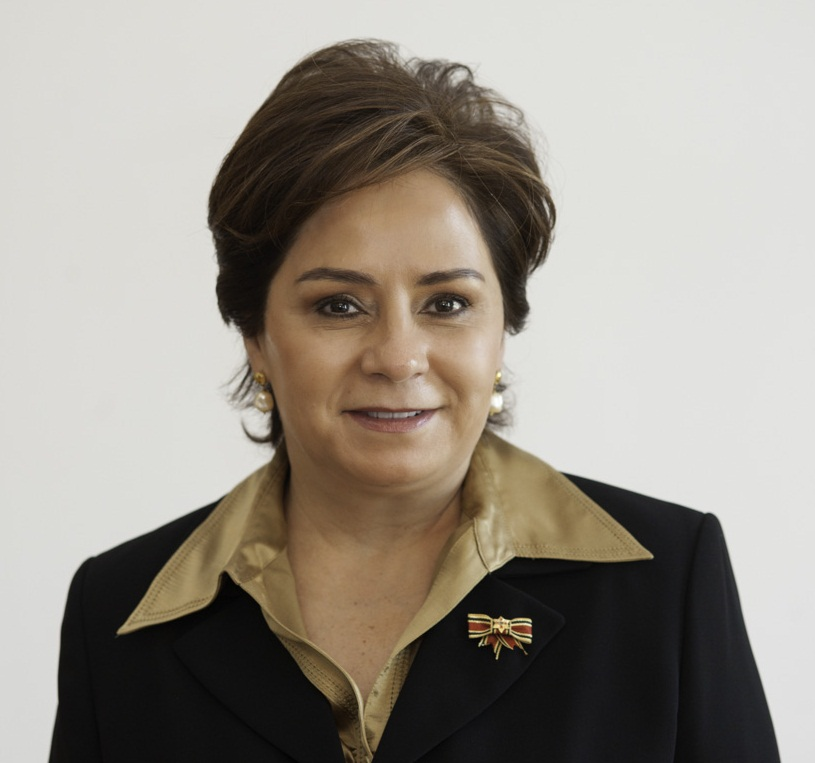
Patricia Espinosa Cantellano, 2013

Im Februar 1993 wurde sie an die Ständige Vertretung bei den Vereinten Nationen in New York entsandt, wo sie bis 1997 Attachée für den Angelegenheiten des 3. Hauptausschusses der Generalversammlung der Vereinten Nationen zuständig war und sich somit mit Fragen von Drogenhandel, Menschenrechten, sozialer Entwicklung, Frauenförderung, Förderung und Schutz von Kinderrechten sowie anderen sozialen Themen befasste. Während dieser Zeit war sie von September 1996 bis September 1997 Vorsitzende des 3. Hauptausschusses während der 60. UN-Generalversammlung.
Im September 1997 wurde sie Generaldirektorin im Außenministerium für Regionale Organisationen und Mechanismen in Amerika, Nationale Koordinatorin für die Rio-Gruppe, sowie Gipfeltreffen in Lateinamerika, Amerika, Karibik und der Europäischen Union. Als Mexiko 1999 das Pro Tempore-Sekretariat der Rio-Gruppe innehatte, wurde sie unmittelbare verantwortliche Koordinatorin für die Zusammenarbeit und Verhandlungen mit der Europäischen Union zur Vorbereitung des Gipfeltreffens der Staats- und Regierungschefs von Lateinamerika, der Karibik und der Europäischen Union (EU-Lateinamerika-Gipfel) im Juni 1999 in Rio de Janeiro. Im Januar 2000 erhielt sie den Rang einer Botschafterin.
Von Januar 2001 bis Juni 2002 war Espinosa Cantellano Botschafterin in der Bundesrepublik Deutschland. Im Anschluss daran wurde sie Botschafterin in Österreich. Zugleich war sie als Botschafterin in der Slowakei und in Slowenien und als Ständige Vertreterin Mexikos bei den Internationalen Organisationen in Wien akkreditiert.
Am 1. Dezember 2006 wurde sie schließlich von Präsident Felipe Calderón zur Ministerin für Auswärtige Angelegenheiten (Secretaría de Relaciones Exteriores) ernannt.
Bei einem Besuch von Bundesaußenminister Frank-Walter Steinmeier in Mexiko im April 2007 kam es zur Unterzeichnung einer gemeinsamen Erklärung zur Intensivierung der Zusammenarbeit zwischen Deutschland und Mexiko.
Im Dezember 2010 leitete sie die UN-Klimakonferenz in Cancún als Präsidentin. Der Erfolg des Gipfels wurde unter anderem ihrer transparenten Verhandlungsführung zugeschrieben.
Unter Präsident Enrique Peña Nieto wurde sie am 1. Dezember 2012 als Außenministerin vom bisherigen Finanzminister José Antonio Meade abgelöst.
Von 2013 bis 2016 diente sie erneut als mexikanische Botschafterin in der Bundesrepublik Deutschland. Am 19. Mai 2016 wurde sie als Nachfolgerin von Christiana Figueres zur Generalsekretärin der Klimarahmenkonvention der Vereinten Nationen mit Sitz in Bonn ernannt. Das Amt übte sie bis Juli 2022 aus. Im August 2022 wurde bekannt, dass Simon Stiell ihr auf diesen Posten folgt.
Im Wintersemester 2018/19 ist sie erste Bauhaus-Gastprofessorin an der Bauhaus-Universität Weimar.

## Auszeichnungen
- 2007: Großes Goldenes Ehrenzeichen am Bande für Verdienste um die Republik Österreich[11]
- 2012: Ehrenpreis des Deutschen Nachhaltigkeitspreises
- 2013: Großkreuz des Verdienstordens der Bundesrepublik Deutschland[12]
- 2019: Hans-Carl-von-Carlowitz-Nachhaltigkeitspreis

## Privates
Espinosa Cantellano ist Mitglied im Netzwerk International Gender Champions, welches sich für eine Geschlechtergerechtigkeit auch in internationalen Organisationen einsetzt.
Sie ist verheiratet und hat zwei Kinder.